# Екзистенциална терапия
Един от главните ѝ представители – Роло Мей, твърди, че екзистенциалната психотерапия не представлява „школа“, а по-скоро се характеризира с „определена нагласа към хората и система от представи за тях“. Представите са извлечени от философския екзистенциализъм и феноменологията.
Екзистенциалната психотерапия се причислява към „третата сила“, или хуманистичната психотерапия, въпреки че по-рано е наричана „екзистенциална психоанализа“ и все още често се нарича „екзистенциален анализ“.
Опирайки се на трудовете на философи като Киркегор, Хусерл, Хайдегер и Сартр, теорията и описанията на случаи на екзистенциалните терапевти често се формулират чрез идеосинкратична терминология. Така например те твърдят, че „съществуването в света“ има три различни аспекта: обкръжението (Umwelt), споделен свят (Mitwelt) и собствен свят (Eigenwelt).
Пространствено-времевият фокус на терапията е върху преживяванията тук и сега, а не върху миналото. Първоначалната и трайна задача на терапевта е феноменологична: да разбере колкото се може по-пълно реалността на клиента – как той изживява себе си, другите хора и природата и следователно какъв за него е смисълът на живота (дори и ако този смисъл не се осъзнава). Доколкото това е възможно, терапевтът трябва да ограничи или да остави настрана собствените си ценности, начин на възприемане и т.н. и с помощта на въображението си да навлезе в света на другия.

## Критика
Към екзистенциалната терапия се отправят и някои критики: тя е твърде хетерогенна, за да се разглежда акато кохерентна терапия, терминологията ѝ е неразбираема и езотерична, ефективността ѝ не може научно да се потвърди, за терапията може да са необходими и други данни, а не само феноменологичните.